# Andrea Stefano Fiorè
Andrea Stefano Fiorè (* 1686 in Mailand; † 6. Oktober 1732 in Turin) war ein italienischer Komponist des Spätbarock.

## Leben
Andrea Stefano Fiorè erhielt Unterricht von seinem Vater Angelo Maria Fiorè, Giovanni Paolo Colonna und einem Priester namens Giorgio Boni. Bereits im Alter von 13 Jahren veröffentlichte Fiorè seine ersten Werke, eine Sammlung mit 12 Triosonaten, die er Viktor Amadeus II., dem Herzog von Savoyen widmete. 1697 wurde er gemeinsam mit seinem Vater in die Accademia Filarmonica in Bologna aufgenommen. In der Zeit von 1703 bis 1705 studierte er gemeinsam mit Giovanni Battista Somis, auf Rechnung des Turiner Hofes, bei Arcangelo Corelli in Rom. 1707 erhielt Fiorè die Stelle des Hofkapellmeisters in Turin, die er bis an sein Lebensende ausübte. In dieser Zeit komponierte er zahlreiche Opern, die zumeist am „Teatro Regio Ducal“ aufgeführt wurden. Während der Zeit von 1704 bis 1714, als das Turiner Theater geschlossen war, konnte Fiorè mehrere Opern in anderen Städten aufführen, so in Mailand oder Wien, wo er mit Antonio Caldara und Francesco Gasparini zusammenarbeitete. Johann Joachim Quantz, der ihn 1726 in Turin kennengelernt hatte, gehörte zu seinen Verehrern.

## Werke

### Instrumentalmusik
- Trattenimenti da camera a 2 stromenti violoncello e cimbalo o violino e violoncello (Lucca, 1696)
- Op. 1: zwölf Sinfonie da chiesa à trè cioè due violini, e violoncello con il suo basso continuo per l’organo (Modena, 1699)

### Vokalmusik

#### Opern
- La casta Penelope (Libretto: Pietro Pariati; Mailand, 1708)
- La Svanvita (Libretto: Pietro Pariati; Mailand, 1708)
- Engelberta (Libretto: Pietro Pariati und E. Zeno; Mailand, 1708)
- Atenaide (Libretto: Apostolo Zeno; zweiter Akt von Antonio Caldara, dritter Akt von Francesco Gasparini; Wien, 1709)
- L’innocenza giustificata (Libretto: Francesco Silvani; Palermo, 1714)
- Merope (Libretto: Apostolo Zeno; Turin, 1716)
- Teuzzone (Libretto: Apostolo Zeno; in Zusammenarbeit mit Girolamo Casanova; Turin 1716)
- Sesostri re d’Egitto (Libretto: Pietro Pariati und Apostolo Zeno; Turin, 1717)
- Il trionfo di Lucilla (Libretto: Apostolo Zeno; Turin, 1718)
- L’innocenza difesa (Libretto: Francesco Silvani; Rom, 1720; Neufassung von L’innocenza giustificata)
- Ariodante (Libretto: Antonio Salvi; Mailand, 1722)
- Elena (Libretto: C. N. Stampa; Mailand, 1723)
- I veri amici (Libretto: Francesco Silvani und Domenico Lalli; in Zusammenarbeit mit Giovanni Antonio Giay; Turin, 1728)
- Siroe re di Persia (Libretto: Pietro Metastasio; in Zusammenarbeit mit Giovanni Antonio Giay; Turin, 1729)

### Übrige Vokalmusik
- sechs Cantate
- Messe für 8 Stimmen und Instrumente
- zwei Litaneien für mehrere Stimmen und Instrumente
- Motetten für mehrere Stimmen und Instrumente
- Hymnen für mehrere Stimmen und Instrumente